# دوري كرة القدم الإنجليزي 1951–52
دوري كرة القدم الإنجليزي 1951–52 (بالألمانية: Football League First Division 1951/52) هو موسم من دوري كرة القدم الإنجليزي. أقيم خلال الفترة 18 أغسطس 1951 وحتى 3 مايو 1952، وفاز فيه مانشستر يونايتد.